# Sieg des Glaubens
Der Sieg des Glaubens, svenska: Trons seger, är nazistisk propagandafilm i regi av Leni Riefenstahl. Den handlar om NSDAP:s femte rikspartidag i Nürnberg som hölls den 1 till den 3 september 1933. Det var den första partidagen efter nazisternas maktövertagande. Den visades första gången på Ufa-Palast am Zoo i Berlin 1 december 1933.
Filmen var länge försvunnen, innan en kopia påträffades 1986. Detta på grund av att den tyska regimen förstörde alla kopior de ägde eftersom Trons seger framhävde Ernst Röhms roll, chefen för partimilisen SA som föll i onåd och mördades under de långa knivarnas natt i juni 1934.
Riefenstahl regisserade senare Viljans triumf om partidagen 1934.